# Luciano Paganini
Luciano Paganini (Bologna, 2 marzo 1947) è un ex calciatore italiano, di ruolo attaccante.

## Carriera
Crebbe calcisticamente nelle giovanili del Bologna, con cui vinse il Torneo di Viareggio 1967.
Esordì in prima squadra nel campionato di Serie A 1965-1966, realizzando un gol al suo esordio a Firenze il 3 aprile 1966 nella partita vinta 3-1 contro la Fiorentina, unica partita disputata in quella stagione.
Lasciato il Bologna dopo altre 3 presenze nel campionato 1966-1967, milita in seguito tra i cadetti con Lecco, Bari e Cesena, prima di chiudere la carriera col Parma, squadra di cui fa parte dal novembre 1970 al termine della stagione 1972-1973.
Ha totalizzato 4 presenze in Serie A e 43 presenze in Serie B, alle quali vanno aggiunte altri 4 incontri relativi agli spareggi-salvezza della Serie B 1967-1968.

## Palmarès

### Club

#### Competizioni nazionali
- Serie C: 1

Parma: 1972-1973

### Nazionale
- Giochi del Mediterraneo :1

Tunisia 1967